# جام ملت‌های اروپا فوتبال زیر ۲۱ سال ۲۰۱۱
جام ملت‌های اروپا فوتبال زیر ۲۱ سال ۲۰۱۱، هجدهمین دورهٔ جام ملت‌های اروپا فوتبال زیر ۲۱ سال بود. میزبانی مرحله نهایی این مسابقات در ۱۱ تا ۲۵ ژوئن ۲۰۱۱ برعهدهٔ دانمارک بود.
دانمارک، بوسیلهٔ کمیتهٔ اجرایی یوفا در ۱۰ دسامبر ۲۰۰۸ در نیون، سوئیس، به عنوان میزبان رقابت‌ها انتخاب شد. نامزد دیگر میزبانی رقابت‌ها، اسرائیل بود.
صلاحیت نهایی میزبان رقابت‌ها، در اواسط مارس ۲۰۰۹ و اکتبر ۲۰۱۰ احراز گردید.
در نهایت نیز، اسپانیا در بازی نهایی با نتیجهٔ ۲ بر صفر برابر سوئیس به پیروزی رسید و برای سومین بار قهرمان این مسابقات شد.